# Ceratina placida
Ceratina placida là một loài Hymenoptera trong họ Apidae. Loài này được Smith mô tả khoa học năm 1862.